# Maya Burman
Maya Burman (née en 1971) est une artiste française.

## Biographie
Née en 1971, elle est la fille des artistes Sakti Burman (en) et Maïté Delteil.

## Prix
- Prix des jeunes peintres - Salon de Colombes (1997)[3]
- Prix de l'Association des Beaux-Arts de Sannois (1998)[3]
- Prix du Salon d'Automne Paris (2000)[3]
- Prix de l'aquarelle Section peinture Salon de Colombes (2001)[3]